# Reichenbach (Diesenleitenbach)
Der Reichenbach ist ein linker Nebenfluss des durch den Diesenleitenbach gebildeten Urfahrer Sammelgerinnes – bis zur Regulierung durch den Bau des Kraftwerks Abwinden der Donau – in Oberösterreich. An diesem Fluss liegt auch die Ortschaft Pulgarn am Reichenbach.

## Verlauf
Der Reichenbach entspringt am Nordosthang des Pfenningbergs in der Ortschaft Lachstatt der Gemeinde Steyregg. Er fließt erst in östlicher, nordöstlicher, dann in südlicher Richtung nach Pulgarn und mündet in der Au in das Urfahrer Sammelgerinne.
Vor der Regulierung der Donau (Bau des Kraftwerks Abwinden-Asten) floss der Reichenbach direkt etwa an dieser Stelle in die Donau.